# Eksplozija v Bombaju (1944)
Eksplozija v Bombaju (ali eksplozija v pristanišču Bombaj) se je zgodila 14. aprila 1944, v Victoria pristanišču v Bombaju (sedaj Mumbaj), ko je na ladji SS Fort Stikine izbruhnil požar. Ladja je prevažala mešani tovor, bombažnih bal, zlata, streliva in  približno 1,400 ton eksploziva, ko jo je zajel požar, kar je privedlo do dveh velikih eksplozij na ladji. Delci ladje, kateri so leteli po zraku zaradi eksplozij, so potopili ladje, katere so bile v bližini in ubili približno 800 ljudi.

## Plovilo, potovanje in tovor
Ladja SS Fort Stikine je bila, tovorna ladja zmožna prevoza 7142 bruto ton tovora, zgrajena leta 1942 v pristaniškem mestu Prince Rupert v Britanski Kolumbiji. Ladja je dobila ime Fort Stikine po bivši postojanki korporacije Hudson's Bay Company (najstarejša komercialna korporacija v Severni Ameriki in ena izmed najstarejših na svetu) , katera se sedaj nahaja v mestu Wrangell na Aljaski.
Ladja je izplula iz mesta Birkenhead, 24. februarja 1944, in je nato plula preko Gibraltarja, mimo mest Port Said in Karači. V Mumbaj je prispela 12. aprila 1944.
Ladja je prevažala:
- eksploziv
- strelivo
- lovska letala vrste Supermarine Spitfire
- surove bale bombaža
- sode nafte
- les
- ostanke železa
- zlate 12.73 kg težke palice, vredne približno 1–2 milijona funtov.

Eden izmed oficirjev na ladji, je tovor opisal kot »vse kar je zmožno zgoreti ali eksplodirati«. Ladja je bila v privezu in je čakala na raztovorjenje, ki je bilo predvideno 14. aprila 1944.

## Nesreča
Okrog 2. ure popoldne, je posadka sprožila alarm za ogenj. Ker je se je ogenj pričel nekje na 2. nadstropju krova, posadka, gasilci in gasilne ladje niso uspeli omejiti požara in priti do njegovega vira, kljub prečrpanim 900 ton vode na ladjo. Ob 3:30 je prišel ukaz o zapustitvi ladje in 16 minut kasneje je odjeknila eksplozija, ki je presekala ladjo na pol in razbila steklene površine v radiju več kot 12 kilometrov. Eksploziji sta bili tako močni, da je seizmograf v observatoriju Colaba v mestu zabeležil tresljaje. Ogenj se je razširil v radiju dveh milj in potopil 11 bližnjih ladij. Reševalci so utrpeli velike izgube. Pri poskusu zamejitve ognja, je odjeknila še ena eksplozija ob 16:34, ki je še dodatno otežila reševanje.

## Posledice
Preden je bil požar pod nadzorom je trajalo tri dni. Kasneje pa se je 8,000 moških borilo sedem mesecev, da so odstranili okoli 500,000 ton razbitin in pristanišče ponovno uspostavili v pogon. Smrtnih žrtev je bilo uradno 740, od tega je bilo 476 ljudi vojaškega osebja. Ranjenih ljudi je bilo 1800 po uradnih podatkih, po neuradnih pa naj bi bilo to število precej večje. Skupno je potonilo 27 drugih plovil v obeh Victoria pristaniščih in v sosednejm Prince s pristanišču.
Mnoge družine so izgubile vse svoje stvari. Ostale so jim le obleke v katere so bili oblečeni. Vlada je bila v celoti odgovorna za nesrečo in tako so bile denarne odškodnine namenjene državljanom, kateri so vložili zahtevek za izgubo ali škodo.